# Плакать нельзя
«Плакать нельзя» — российский фильм 2022 года режиссёра Натальи Назаровой, также выпущен в расширенной версии в виде 4-серийного мини-сериала.

## Сюжет
Социальный триллер о русской эмигрантке в Европе, у которой сотрудники ювенальной юстиции отбирают ребенка.
Татьяна Ольсен — русская эмигрантка в неназванной европейской стране в Скандинавии, у неё счастливая жизнь: красивый дом, прекрасный любящий муж Ингвар Ольсен, чудесный 10-летний сын Коля. Но всё неожиданно и больно рушится: однажды сын не возвращается из школы, оказывается, его забрали представители ювенальной юстиции: пустяковую ссору матери с ребёнком чиновники сделали поводом, чтобы забрать его в приют, а сотрудница опеки Хильда видит в Татьяне безработную эмигрантку из страны третьего мира, которая плохо знает местный язык и не хочет уважать «европейские традиции».
По словам создателей, фильм основан на нескольких реальных историях, случившихся в европейских семьях:

Мы изучали много таких случаев, в каких случаях отбирается ребёнок, в какой стране это наиболее остро стоит. Здесь это более собирательный образ. Нас очень интересовала тема предательства мальчика. Мы сошлись на ней, не хотели демонизировать социальные службы окончательно, хотя, конечно, то, что они делают, это мы еще смягчили краски.— режиссёр и сценарист фильма Наталья Назарова

## В ролях
- Светлана Чуйкина — Татьяна Ольсен
- Иван Янковский — Алексей
- Владимир Левченко — Николай Ольсен
- Катарина Шпиринг — Хильда
- Вадим Степанов — Томас
- Дирк Мартенс — Густав
- Джонатан Солвей — Ингвар Ольсен
- Ричард Ли Вилсон — Виллем
- Екатерина Васильева — Грета
- Миндаугас Папинигис — старший воспитатель
- Кирилл Быркин — воспитатель
- Васант Балан — воспитатель
- Левон Галстян — Мохаммед
- Степан Середа — Марк
- Саша Макаров — Патрик
- Анна Багмет — Анна, полицейский
- Дэниэл Барнс — Оскар, полицейский
- Жорж Девдариани — Мадс Йонссон, психотерапевт
- Мириам Сехон — Мария
- Павел Юлку — Томас
- Клаудиа Бочар — полька
- Василиса Немцова — дочка польки
- Эдвард Опп — адвокат

## Показ
Премьерный показ состоялся в киноцентре «Октябрь» в Москве.
Фильм вышел в кинопрокат 20 октября 2022 года.
В конце 2022 года фильм вышел в расширенной версии в виде 4-серийного мини-сериала на онлайн-платформах: Кинопоиск, Okko, Иви.
Один из немногих российских сериалов закупленных зарубежными сервисами — сериальная версия фильма была приобретена в 2024 году польской компанией «Media4Fun» для местных стримингов.

## Фестивали
Фильм завоевал призы на ряде кинофестивалей, в том числе:
- ХХ кинофестиваль «Амурская осень» — Приз за лучшую режиссуру (Наталье Назаровой)[5]
- ХХVIII минский кинофестиваль «Листапад» — стал фильмом открытия, вошел в основной конкурс, получил Приз «Лучшая женская роль» (Светлане Чуйкиной)[6][7]
- VI кинофестиваль «Евразийский мост» — стал фильмом открытия, в конкурсе не участвовал[8]

## Рецензии
- Алёна Солнцева — Плакать нельзя, бить можно // Газета.ru, 23 октября 2022
- Леонид Павлючик — О подзатыльниках и выстрелах в упор… // Труд, 28 октября 2022
- Сергей Оболонков — «Плакать нельзя». Рецензия редакции // Кино Mail, 20 октября 2022
- Мария Михайлова — Ещё немного и случилось бы «Zа Россию»: «Плакать нельзя» // Кино-Панк, 28 ноября 2022